# Hochmatt
De Hochmatt is een berg gelegen in de Berner Alpen in Zwitserland. Hij heeft een hoogte van 2152m.